# فهرست اجراهای زنده تیلور سوئیفت
این فهرستی از اجراهای زنده تیلور سوئیفت خواننده-ترانه‌پرداز آمریکایی است.

## تورهای کنسرت
| نام                    | تاریخ‌ها                       | آلبوم (های) مرتبط | قاره(ها) | اجراها | درآمد           | تماشاگرها | م.    |
| ---------------------- | ----------------------------- | ----------------- | --- | ------ | --------------- | --------- | ----- |
| تور بی‌باک              | ۲۳ آوریل ۲۰۰۹ – ۱۰ ژوئیه ۲۰۱۰ | بی‌باک             | آسیا آمریکای شمالی اروپا استرالیا | ۱۱۸    | دلار۷۵٬۸۶۰٬۰۰۰  | ۱٬۲۰۰٬۰۰۰ |       |
| تور جهانی حالا صحبت کن | ۹ فوریه ۲۰۱۱ – ۱۸ مارس ۲۰۱۲   | حالا صحبت کن      | آسیا آمریکای شمالی اروپا اقیانوسیه | ۱۱۰    | دلار۱۲۳٬۷۰۰٬۰۰۰ | ۱٬۶۴۰٬۰۰۰ |       |
| تور سرخ                | ۱۳ مارس ۲۰۱۳ – ۱۲ ژوئن ۲۰۱۴   | سرخ               | آسیا آمریکای شمالی اروپا اقیانوسیه | ۸۶     | دلار۱۵۰٬۲۰۰٬۰۰۰ | ۱٬۷۰۰٬۰۰۰ |       |
| تور جهانی ۱۹۸۹         | ۵ مه ۲۰۱۵ – ۱۲ دسامبر ۲۰۱۵    | ۱۹۸۹              | آسیا آمریکای شمالی اروپا اقیانوسیه | ۸۵     | دلار۲۵۰٬۷۰۰٬۰۰۰ | ۲٬۲۸۰٬۰۰۰ |       |
| تور استادیومی اعتبار   | ۸ مه ۲۰۱۸ – ۲۱ نوامبر ۲۰۱۸    | اعتبار            | آسیا آمریکای شمالی اروپا اقیانوسیه | ۵۳     | دلار۳۴۵٬۷۰۰٬۰۰۰ | ۲٬۹۴۰٬۰۰۰ |       |
| تور دوره‌ها             | ۱۷ مارس ۲۰۲۳ – اکنون          | گوناگون           | 24 ایالات متحده مکزیک آرژانتین برزیل ژاپن استرالیا سنگاپور فرانسه سوئد پرتغال اسپانیا اسکاتلند انگلستان ولز ایرلند هلند سوئیس ایتالیا آلمان لهستان اتریش کانادا | ۱۵۱    | ن/م             | ن/م       | [ ۱ ] |

## کنسرت‌های یک‌باره
| تاریخ          | مراسم                                                                | شهر            | ترانه‌(های) اجراشده | م.          |
| -------------- | -------------------------------------------------------------------- | -------------- | --- | ----------- |
| ۶ اکتبر ۲۰۰۸   | چهارراه‌های سی‌ام‌تی: تیلور سوئیفت و دف لپارد (کنسرت چهارراه‌های سی‌ام‌تی) | نشویل، تنسی    | « تصویر » « تصویر سوزاندنی » « داستان عشق » « هیستری » « اشک‌ها بر روی گیتارم » « وقتی عشق و کینه برخورد می‌کنند » « باید نه می‌گفتی » « کمی شکر رویم بریز » «عشق» « آهنگ ما » « دو قدم پشت سر » | [ ۲ ]       |
| ۲۲ اکتبر ۲۰۱۶  | تیلور سوئیفت زنده در کنسرت (جایزه بزرگ ایالات متحده)                 | آستین، تگزاس   | « رمانتیک جدید » « ۲۲ » « فضای خالی » « می‌دانستم تو مشکل‌سازی » « استایل » « تو مال منی » « پانزده » (آکوستیک) «خاک مقدس» « ما هرگز به یکدیگر بازنمی‌گردیم » « کینه » «داستان عشق» (نسخه پاپ) « این چیزیه که واسش اومدی » (پیانو) « پرواز جرقه‌ها » (پیانو) « جادوشده » « مهیج‌ترین رؤیاها » (پیانو) « بیرون از جنگل‌ها » « از ذهنم پاکش کنم »   | [ ۳ ]       |
| ۴ فوریه ۲۰۱۷   | سوپر شب شنبه: حالا تیلور سوئیفت (کنسرت قبل از سوپربول)               | هیوستون، تگزاس | «رمانتیک جدید» «۲۲» «فضای خالی» «می‌دانستم تو مشکل‌سازی» «استایل» « نمی‌خواهم تا ابد زنده باشم » (آکوستیک) «تو مال منی» «این چیزیه که واسش اومدی» « مرد بهتر » « سرخ » «ما هرگز به یکدیگر بازنمی‌گردیم» «داستان عشق» (نسخه پاپ) « همه‌اش را خیلی خوب » (پیانو) « جادوشده » «مهیج‌ترین رؤیاها» (پیانو) «کینه» «بیرون از جنگل‌ها» «از ذهنم پاکش کنم» | [ ۴ ]       |
| ۹ سپتامبر ۲۰۱۹ | شهر عاشق (تئاتر المپیا پاریس)                                        | پاریس، فرانسه  | « من! » «فضای خالی» «می‌دانستم تو مشکل‌سازی» « تیرانداز » «داستان عشق» « ظریف » «مرگ براثر هزار برش» (آکوستیک) «خیابان کرنلیا» (آکوستیک) « این مرد » (آکوستیک) «همه‌اش را خیلی خوب» (پیانو) «سرخ» (پیانو) «روز روشن» (پیانو) «استایل» « تو باید آرام باشی » « عاشق » «از ذهنم پاکش کنم»                                                        | [ ۵ ] [ ۶ ] |

## کنسرت‌های خیریه
| تاریخ          | مراسم                              | شهر             | ترانه‌(های) اجراشده                                                        | م.     |
| -------------- | ---------------------------------- | --------------- | ------------------------------------------------------------------------- | ------ |
| ۱۴ مه ۲۰۰۹     | سوند رلیف                          | سیدنی، استرالیا | « تو مال منی » « آهنگ ما » « داستان عشق » « تغییر »                       | [ ۷ ]  |
| ۲۲ ژانویه ۲۰۱۰ | اکنون برای هائیتی امیدوارم         | لس آنجلس        | «نفس‌گیر»                                                                  | [ ۸ ]  |
| ۷ سپتامبر ۲۰۱۲ | در برابر سرطان بایستید             | لس آنجلس        | «رونان»                                                                   | [ ۹ ]  |
| ۷ مه ۲۰۱۸      | کنسرت خیریه ورزشگاه دانشگاه فینیکس | گلندیل، آریزونا | فهرست مجموعه تور استادیومی اعتبار                                         | [ ۱۰ ] |
| ۱۹ اکتبر ۲۰۱۹  | ما می‌توانیم زنده بمانیم            | لس آنجلس        | « فضای خالی » « من! » « عاشق » « تو باید آرام باشی » « از ذهنم پاکش کنم » | [ ۱۱ ] |

## جشنواره‌های موسیقی
| تاریخ           | مراسم                            | شهر               | ترانه(‌های) اجراشده | م.     |
| --------------- | -------------------------------- | ----------------- | --- | ------ |
| ۲۱ سپتامبر ۲۰۱۲ | جشنواره موسیقی رادیو آی‌هارت      | لاس وگاس          | « پرواز جرقه‌ها » « تو مال منی » « بدجنس » « داستان عشق » « ما هرگز به یکدیگر بازنمی‌گردیم »                                                                  | [ ۱۲ ] |
| ۱۲ اوت ۲۰۱۳     | جشنواره موسیقی سی‌ام‌ای            | نشویل، تنسی       | «ما هرگز به یکدیگر بازنمی‌گردیم» «بدجنس» «داستان عشق» « سرخ » « بزرگ‌راه اهمیت نمی‌دهد » (همراه با تیم مک‌گرا و کیث اربن )                                      | [ ۱۳ ] |
| ۱۹ سپتامبر ۲۰۱۴ | جشنواره موسیقی رادیو آی‌هارت      | لاس وگاس          | «ما هرگز به یکدیگر بازنمی‌گردیم» « ۲۲ » « می‌دانستم تو مشکل‌سازی » «داستان عشق» « از ذهنم پاکش کنم »                                                           | [ ۱۴ ] |
| ۲۴ مه ۲۰۱۵      | آخر هفته بزرگ رادیو بی‌بی‌سی ۱     | نوریچ، انگلستان   | «ما هرگز به یکدیگر بازنمی‌گردیم» «فضای خالی» « استایل » «می‌دانستم تو مشکل‌سازی» «داستان عشق» « کینه » «از ذهنم پاکش کنم»                                      | [ ۱۵ ] |
| ۲۷ مه ۲۰۱۸      | بزرگ‌ترین آخر هفته رادیو بی‌بی‌سی ۱ | سوانزی، ولز       | « ... آماده‌ای؟ » « جذاب » « نگاه کن مجبورم کردی چیکار کنم » « ظریف » (آکوستیک) «فضای خالی» «از ذهنم پاکش کنم»                                               | [ ۱۶ ] |
| ۱ ژوئن ۲۰۱۹     | رادیو آی‌هارت ونگو تانگو          | کارسون، کالیفرنیا | «از ذهنم پاکش کنم» «فضای خالی» «می‌دانستم تو مشکل‌سازی» «داستان عشق» «ظریف» (آکوستیک) «استایل» «ما هرگز به یکدیگر بازنمی‌گردیم» « من! » (همراه با برندن یوری ) | [ ۱۷ ] |

## مراسم‌های اهدای جایزه
| تاریخ           | مراسم                         | شهر                 | ترانه‌(های) اجراشده | م.     |
| --------------- | ----------------------------- | ------------------- | --- | ------ |
| ۱۵ مه ۲۰۰۷      | جوایز آکادمی موسیقی کانتری    | لاس وگاس            | «تیم مک‌گرا» | [ ۱۸ ] |
| ۷ نوامبر ۲۰۰۷   | جوایز انجمن موسیقی کانتری     | نشویل، تنسی         | «آهنگ ما» | [ ۱۹ ] |
| ۱۸ مه ۲۰۰۸      | جوایز موسیقی سی‌ام‌تی           | نشویل، تنسی         | «تصویر سوزاندنی» | [ ۲۰ ] |
| ۱۲ نوامبر ۲۰۰۸  | جوایز انجمن موسیقی کانتری     | نشویل، تنسی         | «داستان عشق» | [ ۲۱ ] |
| ۲۳ نوامبر ۲۰۰۸  | جوایز موسیقی آمریکا           | لس آنجلس            | «اسب سفید» | [ ۲۲ ] |
| ۳ دسامبر ۲۰۰۸   | جوایز گرمی                    | لس آنجلس            | «پانزده» (همراه با مایلی سایرس)                                                                                               | [ ۲۳ ] |
| ۵ آوریل ۲۰۰۹    | جوایز آکادمی موسیقی کانتری    | لاس وگاس            | «تصویر سوزاندنی» (همراه با بروکس اند دان ) « تو متأسف نیستی »                                                                 | [ ۲۴ ] |
| ۱۶ ژوئن ۲۰۰۹    | جوایز موسیقی سی‌ام‌تی           | نشویل، تنسی         | «داستان قاتل» (همراه با تی-پین ) « تو مال منی » « کمی شکر رویم بریز » (همراه با دف لپارد )                                    | [ ۲۵ ] |
| ۱۳ سپتامبر ۲۰۰۹ | جوایز موزیک ویدئوی ام‌تی‌وی     | نیویورک             | «تو مال منی» | [ ۲۶ ] |
| ۱۱ نوامبر ۲۰۰۹  | جوایز انجمن موسیقی کانتری     | نشویل، تنسی         | «تو مال منی» | [ ۲۷ ] |
| ۳۱ ژانویه ۲۰۱۰  | جوایز گرمی                    | لس آنجلس            | « امروز یک داستان پریان بود » « ریانون » (همراه با استیوی نیکس ) «تو مال منی» (همراه با استیوی نیکس)                          | [ ۲۸ ] |
| ۱۸ آوریل ۲۰۱۰   | جوایز آکادمی موسیقی کانتری    | لاس وگاس            | «تغییر» | [ ۲۹ ] |
| ۱۲ سپتامبر ۲۰۱۰ | جوایز موزیک ویدئوی ام‌تی‌وی     | لس آنجلس            | «بی‌گناه» | [ ۳۰ ] |
| ۱۰ نوامبر ۲۰۱۰  | جوایز انجمن موسیقی کانتری     | نشویل، تنسی         | «بازگشت به دسامبر» | [ ۳۱ ] |
| ۱۴ نوامبر ۲۰۱۰  | جوایز نوجوانان رادیو بی‌بی‌سی ۱ | لندن، انگلستان      | «داستان عشق» « حالا صحبت کن » « مال من »                                                                                      | [ ۳۲ ] |
| ۲۱ نوامبر ۲۰۱۰  | جوایز موسیقی آمریکا           | لس آنجلس            | «بازگشت به دسامبر» « عذرخواهی »                                                                                               | [ ۳۳ ] |
| ۳ آوریل ۲۰۱۱    | جوایز آکادمی موسیقی کانتری    | لاس وگاس            | «بدجنس» | [ ۳۴ ] |
| ۹ نوامبر ۲۰۱۱   | جوایز انجمن موسیقی کانتری     | نشویل، تنسی         | «مال ما» | [ ۳۵ ] |
| ۱۲ فوریه ۲۰۱۲   | جوایز گرمی                    | لس آنجلس            | «بدجنس» | [ ۳۶ ] |
| ۶ سپتامبر ۲۰۱۲  | جوایز موزیک ویدئوی ام‌تی‌وی     | لس آنجلس            | «ما هرگز به یکدیگر بازنمی‌گردیم»                                                                                               | [ ۳۷ ] |
| ۷ اکتبر ۲۰۱۲    | جوایز نوجوانان رادیو بی‌بی‌سی ۱ | لندن، انگلستان      | «تو مال منی» «داستان عشق» « سرخ » «ما هرگز به یکدیگر بازنمی‌گردیم»                                                             | [ ۳۸ ] |
| ۱ نوامبر ۲۰۱۲   | جوایز انجمن موسیقی کانتری     | نشویل، تنسی         | «آغاز دوباره» | [ ۳۹ ] |
| ۱۱ نوامبر ۲۰۱۲  | جوایز موسیقی ام‌تی‌وی اروپا     | فرانکفورت، آلمان    | «ما هرگز به یکدیگر بازنمی‌گردیم»                                                                                               | [ ۴۰ ] |
| ۱۸ نوامبر ۲۰۱۲  | جوایز موسیقی آمریکا           | لس آنجلس            | «می‌دانستم تو مشکل‌سازی» | [ ۴۱ ] |
| ۲۹ نوامبر ۲۰۱۲  | جوایز موسیقی ای‌آرآی‌ای         | سیدنی، استرالیا     | «می‌دانستم تو مشکل‌سازی» | [ ۴۲ ] |
| ۲۴ ژانویه ۲۰۱۳  | ۴۰ جایزه برتر                 | مادرید، اسپانیا     | «داستان عشق» «ما هرگز به یکدیگر بازنمی‌گردیم»                                                                                  | [ ۴۳ ] |
| ۲۶ ژانویه ۲۰۱۳  | جوایز موسیقی ان‌آرجی           | پاریس، فرانسه       | «ما هرگز به یکدیگر بازنمی‌گردیم»                                                                                               | [ ۴۴ ] |
| ۱۰ فوریه ۲۰۱۳   | جوایز گرمی                    | لس آنجلس            | «ما هرگز به یکدیگر بازنمی‌گردیم»                                                                                               | [ ۴۵ ] |
| ۲۰ فوریه ۲۰۱۳   | جوایز بریت                    | لندن، انگلستان      | «می‌دانستم تو مشکل‌سازی» | [ ۴۶ ] |
| ۷ آوریل ۲۰۱۳    | جوایز آکادمی موسیقی کانتری    | لاس وگاس            | «بزرگ‌راه اهمیت نمی‌دهد» (همراه با تیم مک‌گرا و کیث اربن)                                                                        | [ ۴۷ ] |
| ۱۹ مه ۲۰۱۳      | جوایز موسیقی بیلبورد          | لاس وگاس            | «۲۲» | [ ۴۸ ] |
| ۵ ژوئن ۲۰۱۳     | جوایز موسیقی سی‌ام‌تی           | نشویل، تنسی         | «سرخ» | [ ۴۹ ] |
| ۶ نوامبر ۲۰۱۳   | جوایز انجمن موسیقی کانتری     | نشویل، تنسی         | «سرخ» (همراه با الیسون کراوس، ادگار مایر، اریک دارکن، سام بوش و وینس گیل)                                                     | [ ۵۰ ] |
| ۲۶ ژانویه ۲۰۱۴  | جوایز گرمی                    | لس آنجلس            | «همه‌اش را خیلی خوب» | [ ۵۱ ] |
| ۲۴ اوت ۲۰۱۴     | جوایز موزیک ویدئوی ام‌تی‌وی     | اینگلوود، کالیفرنیا | «از ذهنم پاکش کنم» | [ ۵۲ ] |
| ۲ سپتامبر ۲۰۱۴  | جوایز رادیو گریمه             | مارل، آلمان         | «از ذهنم پاکش کنم» | [ ۵۳ ] |
| ۱۹ اکتبر ۲۰۱۴   | جوایز نوجوانان رادیو بی‌بی‌سی ۱ | لندن، انگلستان      | «داستان عشق» (نسخه پاپ) | [ ۵۴ ] |
| ۲۳ سپتامبر ۲۰۱۴ | جوایز موسیقی آمریکا           | لس آنجلس            | «فضای خالی» | [ ۵۵ ] |
| ۲۵ فوریه ۲۰۱۵   | جوایز بریت                    | لندن، انگلستان      | «فضای خالی» | [ ۵۶ ] |
| ۲۹ مارس ۲۰۱۵    | جوایز موسیقی رادیو آی‌هارت     | لس آنجلس            | «شهر اشباح» (آکوستیک همراه با مدونا در گیتار)                                                                                 | [ ۵۷ ] |
| ۳۰ اوت ۲۰۱۵     | جوایز موزیک ویدئوی ام‌تی‌وی     | لس آنجلس            | « تازه اول شبه » (همراه با نیکی میناژ ) « کینه » (همراه با نیکی میناژ)                                                        | [ ۵۸ ] |
| ۱۵ فوریه ۲۰۱۶   | جوایز گرمی                    | لس آنجلس            | «بیرون از جنگل‌ها» | [ ۵۹ ] |
| ۹ اکتبر ۲۰۱۸    | جوایز موسیقی آمریکا           | لس آنجلس            | «من کار بدی کردم» | [ ۶۰ ] |
| ۱ مه ۲۰۱۹       | جوایز موسیقی بیلبورد          | لاس وگاس            | «من!» (همراه با برندن یوری)                                                                                                   | [ ۶۱ ] |
| ۲۶ اوت ۲۰۱۹     | جوایز موزیک ویدئوی ام‌تی‌وی     | لس آنجلس            | « تو باید آرام باشی » « عاشق »                                                                                                | [ ۶۲ ] |
| ۲۴ نوامبر ۲۰۱۹  | جوایز موسیقی آمریکا           | لس آنجلس            | « این مرد » «داستان عشق» «می‌دانستم تو مشکل‌سازی» «فضای خالی» «از ذهنم پاکش کنم» (همراه با هالزی و کامیلا کبیو ) «عاشق» (پیانو) | [ ۶۳ ] |
| ۱۶ سپتامبر ۲۰۲۰ | جوایز آکادمی موسیقی کانتری    | نشویل، تنسی         | «بتی» (آکوستیک) | [ ۶۴ ] |

## برنامه‌های تلویزیونی
| تاریخ           | مراسم                                 | شهر              | ترانه‌(های) اجراشده                                          | م. |
| --------------- | ------------------------------------- | ---------------- | ----------------------------------------------------------- | -- |
| ۲۴ اکتبر ۲۰۰۶   | صبح بخیر آمریکا                       | نیویورک          | «تیم مک‌گرا»                                                 |    |
| ۲۴ اکتبر ۲۰۰۶   | برنامه مگان مولالی                    | نیویورک          | «تیم مک‌گرا»                                                 |    |
| ۱۳ فوریه ۲۰۰۷   | نمایش گفتگومحور امشب با جی لنو        | بربنک، کالیفرنیا | «تیم مک‌گرا»                                                 |    |
| ۲۱ اوت ۲۰۰۷     | آمریکا استعداد دارد                   | لاس وگاس         | «اشک‌ها بر روی گیتارم» (همراه با جولین اروین)                |    |
| ۲۵ دسامبر ۲۰۰۷  | امروز                                 | لاس وگاس         | «شب خاموش»                                                  |    |
| ۲۷ دسامبر ۲۰۰۷  | جشن رقص سال نو دیک کلارک              | نیویورک          | «اشک‌ها بر روی گیتارم» « آهنگ ما »                           |    |
| ۱۷ ژانویه ۲۰۰۸  | برنامه الن دی‌جنرس                     | بربنک، کالیفرنیا | «آهنگ ما»                                                   |    |
| ۲۹ آوریل ۲۰۰۸   | صبح بخیر آمریکا                       | نیویورک          | «آهنگ ما» « تصویر سوزاندنی »                                |    |
| ۶ دسامبر ۲۰۰۸   | غول‌های سی‌ام‌تی: الن جکسون              | نشویل، تنسی      | «رانندگی (برای بابای جین)»                                  |    |
| ۱۰ نوامبر ۲۰۰۸  | صبح بخیر آمریکا                       | نیویورک          | «داستان عشق»                                                |    |
| ۱۰ نوامبر ۲۰۰۸  | برنامه آخر وقت با دیوید لترمن         | نیویورک          | «بی‌باک»                                                     |    |
| ۱۱ نوامبر ۲۰۰۸  | برنامه الن دی‌جنرس                     | بربنک، کالیفرنیا | «داستان عشق» « باید نه می‌گفتی »                             |    |
| ۵ دسامبر ۲۰۰۸   | نمایش گفتگومحور امشب با جی لنو        | بربنک، کالیفرنیا | « اسب سفید » «آهنگ ما»                                      |    |
| ۳۱ دسامبر ۲۰۰۸  | جشن رقص سال نو دیک کلارک              | نیویورک          | «تصویر سوزاندنی» «داستان عشق» « تا ابد و همیشه » « تغییر »  |    |
| ۱۰ ژانویه ۲۰۰۹  | پخش زنده شنبه شب                      | نیویورک          | «داستان عشق» «تا ابد و همیشه»                               |    |
| ۱۸ فوریه ۲۰۰۹   | زنان رها                              | لندن، انگلستان   | «داستان عشق»                                                |    |
| ۵ مه ۲۰۰۹       | آخرشب... با جولز هالند                | لندن، انگلستان   | «داستان عشق»                                                |    |
| ۸ مه ۲۰۰۹       | برنامه پل اوگرادی                     | لندن، انگلستان   | «اشک‌ها بر روی گیتارم»                                       |    |
| ۲۹ مه ۲۰۰۹      | امروز                                 | نیویورک          | «داستان عشق» « تو مال منی » «اشک‌ها بر روی گیتارم» «آهنگ ما» |    |
| ۲۱ اوت ۲۰۰۹     | جی‌ام‌تی‌وی                              | نیویورک          | «تو مال منی»                                                |    |
| ۱۵ سپتامبر ۲۰۰۹ | چشم‌انداز                              | نیویورک          | «تو مال منی»                                                |    |
| ۲۷ اکتبر ۲۰۰۹   | رقص با ستارگان                        | لس آنجلس         | «پرش سپس سقوط» «اسب سفید» «داستان عشق»                      |    |
| ۷ نوامبر ۲۰۰۹   | پخش زنده شنبه شب                      | نیویورک          | «آهنگ مونولوگ (لا لا لا)» «تو مال منی» «غیرقابل لمس»        |    |
| ۱۸ نوامبر ۲۰۰۹  | برنامه پل اوگرادی                     | لندن، انگلستان   | «پانزده»                                                    |    |
| ۱۷ فوریه ۲۰۱۰   | برنامه صبح سوکیری                     | توکیو، ژاپن      | «تو مال منی»                                                |    |
| ۱۸ فوریه ۲۰۱۰   | پس فکر می‌کنی می‌توانی استرالیایی برقصی | سیدنی، استرالیا  | «تو مال منی»                                                |    |
| ۲۸ فوریه ۲۰۱۰   | موسیقی ژاپن خارج از کشور              | توکیو، ژاپن      | «تو مال منی»                                                |    |